# Ранст
Ранст (на нидерландски: Ranst) е селище в северна Белгия, провинция Антверпен. Намира се на 8 km източно от центъра на град Антверпен. Населението му е около 17 800 души (2006).

## География
Ранст включва 4 подобщини, обединени през 1976 година — Ранст, Брухем, Емблем и Улегем.

## История
Най-ранните археологически свидетелства на територията на общината са от среднокаменна епохаЍсреднокаменната епоха, а в Улегем има следи от римско селище. Най-ранната християнска енория е в Милегем, последвана от тази в Ранст. Има находки и от Меровингската епоха, както и частично запазени укрепления от времето на викингските нашествия.
Първото писмено споменаване на селище от общината е на Брухем през 868 година. През Късното Средновековие и ранното Ново време общината е във владенията на сеньорите на Берхем, Ранст, Зевенберген и Догенхаут.

## Култура
В Милегем е запазен готически параклис с орган от XVIII век, а в централната част на Ранст — късноготическата църква „Свети Панкрас“.